# Onimusha: Warlords
Onimusha: Warlords, conhecido no Japão como Onimusha (Japonês:鬼武者), é um jogo de ação e aventura de 2001 produzido pela Capcom para o PlayStation 2. É a primeira entrada da série Onimusha. Uma versão atualizada como Genma Onimusha (幻魔 鬼武者) foi lançada para Xbox em 2002. Posteriormente a sua versão original Warlords foi portada para Microsoft Windows, embora estivesse disponível apenas na Ásia e na Rússia. Uma remasterização para Nintendo Switch, PlayStation 4 e Xbox One foi lançada em 2018, seguida por uma versão para Windows em 2019. 
O enredo do jogo se passa no período Sengoku e se concentra no samurai Samanosuke Akechi, que luta contra as forças de Nobunaga Oda. Após a morte de Nobunaga em batalha, Samanosuke parte em uma jornada para salvar a Princesa Yuki dos demônios que trabalham ao lado das forças de Nobunaga. O jogador controla Samanosuke e sua parceira, uma ninja chamada Kaede, em sua luta contra demônios.
Embora o jogo pegue elementos da série de survival horror, Resident Evil, da Capcom, como resolução de quebra-cabeças e uma câmera fixa, o jogo é mais focado no gênero de jogos de ação, com Samanosuke possuindo diversas armas que podem ser aprimoradas ao derrotar vários inimigos. A Capcom originalmente queria lançar o jogo para o PlayStation original, mas o lançamento próximo da versão da próxima geração resultou no cancelamento do projeto.
Após seu lançamento, Onimusha: Warlords alcançou grande popularidade, tornando-se o primeiro jogo de PlayStation 2 a atingir um milhão de vendas. Suas vendas eventualmente ultrapassaram dois milhões de unidades no mundo todo. O jogo foi bem recebido pelas publicações de videogames e foi reconhecido como um dos melhores títulos do sistema. Ele foi seguido por duas sequências diretas para o mesmo console e outros três jogos dentro da franquia.

## Jogabilidade
Onimusha: Warlords apresenta fundos pré-renderizados. O jogador controla principalmente o espadachim Samanosuke Akechi em sua luta contra demônios. O jogo equilibra seus elementos de ação com quebra-cabeças que envolvem interagir com os ambientes e obter itens para progredir. 
O jogador começa o jogo com uma espada katana padrão e pode obter armas de longo alcance com suprimento limitado. Conforme o jogador avança, o protagonista Samanosuke pode ganhar três armas elementais: Raizan, Enryuu e Shippuu, cada uma com um ataque mágico elemental. Conforme os inimigos são derrotados, eles liberam almas de cores diferentes que são absorvidas pelo uso da manopla demoníaca no antebraço de Samanosuke: almas vermelhas agem como "moeda" que pode ser usada para atualizar armas, almas amarelas recuperam saúde, enquanto almas azuis recuperam poder mágico que é usado para executar as habilidades elementais de cada arma.
Algumas seções são jogadas com Kunoichi Kaede, assistente de Samanosuke. Ela possui armas e habilidades acrobáticas próprias, mas é incapaz de absorver almas.

## Enredo
Durante a Batalha de Okehazama, Samanosuke do clã Akechi observa, mas é atacado pelos homens de Imagawa Yoshimoto. Embora Nobunaga Oda tenha vencido Yoshimoto, ele foi mortalmente ferido e dado como morto. Um ano depois, Samanosuke recebe uma carta de sua prima, a Princesa Yuki, do clã Saitō, pedindo ajuda, pois ela teme que monstros estejam por trás do desaparecimento de seus servos. Acompanhado por Kaede, Samanosuke chega tarde demais ao Castelo de Inabayama, pois Yuki é sequestrada e ele e Kaede se separam para cobrir o terreno. Depois de ser derrotado por um monstro enquanto tentava resgatar Yuki, Samanosuke é visitado pelos doze oni que lhe dão o poder de derrotar os monstros que sequestraram Yuki, os Genma, e selar suas almas em uma manopla mística. Enquanto procura por Yuki, Samanosuke encontra um laboratório e conhece o cientista Genma Guildenstern, descobrindo que os Genma ressuscitaram Nobunaga para servi-los antes de matar a criação de Guildenstern, Reynaldo. Mais tarde, Samanosuke encontra o servo de Nobunaga, Tokichiro, enquanto ele tenta recrutá-lo antes de se reunir com Kaede enquanto eles seguem o garoto Yumemaru, que Yuki tomou sob seus cuidados. Quando Samanosuke encontra Yumemaru levada, ele descobre por Tokichiro que Yuki é essencial para um sacrifício humano onde o deus dos Genmas, Fortinbras, abençoará seu sangue, que Nobunaga beberá para ganhar o poder de destruir o clã Saitō.
Depois de salvar Yumemaru do Genma Marcellus, Samanosuke o deixa com Kaede enquanto procura por Yuki no subsolo. Mas enquanto Tokichiro prende Samanosuke, Kaede é nocauteada por Genma, que lembra Samanosuke, enquanto Yumemaru é levado por uma mulher. Quando ela acorda, Kaede é levada para a prisão e encontra Yuki trancada em uma cela. Guildenstern chega e deixa Kaede para morrer nas mãos de um poderoso Genma, apenas para ela matá-lo enquanto escapa. Samanosuke acorda e mata seu doppelgänger na passagem subterrânea. Ele retorna para a fortaleza e encontra Yumemaru com a mulher que se apresenta como Genma Hecuba, assumindo sua verdadeira forma e levando Yumemaru para o submundo com Samanosuke em sua perseguição. Junto com Kaede, enquanto ele descobre que seus parentes pretendem matar Yumemaru antes de Yuki para aumentar sua tristeza, e tornar seu sangue mais potente para Nobunaga, Samanosuke mata Hécuba. Enquanto Samanosuke atravessa a porta demoníaca, ele encontra Guildenstern, que invoca um Marcellus melhorado. Após derrotá-lo, Samanosuke segue para a sala do trono de Fortinbras, onde encontra Yuki e Yumemaru presos no nível superior. Antes que ele possa libertá-los, Fortinbras entra na sala e invoca Nobunaga antes que o monstro ataque Samanosuke. Depois que Samanosuke derrota Fortinbras, ele liberta Yumemaru e Yuki enquanto Kaede entra na sala.
Enquanto fogem da câmara em colapso, Samanosuke é agarrado por Fortinbras enquanto Kaede, Yumemaru e Yuki são forçados a escapar. Um pouco do sangue de Samanosuke cai na manopla e a ativa, transformando-o em um Onimusha. Em seu estado Onimusha, Samanosuke mata Fortinbras esfaqueando-o no olho central. Enquanto Samanosuke se transforma novamente em humano, ele encontra Nobunaga e os dois se encaram enquanto a sala continua a desmoronar. Não se sabe o que acontece entre Samanosuke e Nobunaga. Durante a sequência final, Yuki e Yumemaru seguem o conselho de Samanosuke e viajam pelo mundo enquanto Kaede morre 14 anos depois em uma batalha (no final original, Kaede teria continuado a procurar por Samanosuke, mas não conseguiu encontrá-lo, mas isso foi corrigido em Onimusha Blade Warriors, onde ela de fato encontra Samanosuke e eles trabalham juntos para derrotar os Genma). Após os créditos finais, Samanosuke é visto vivo, observando o Castelo de Inabayama de longe antes de partir para lugares desconhecidos.

## Desenvolvimento
As origens de Onimusha podem ser rastreadas até 1997, quando Yoshiki Okamoto, da Capcom, contou à revista Dengeki Nintendo 64 sobre uma ideia que teve para uma versão ninja de Resident Evil (1996), que poderia chegar ao Nintendo 64 ou 64DD. O jogo se passaria em uma "casa ninja" cheia de armadilhas, semelhante à mansão de Resident Evil, onde as batalhas são travadas usando espadas e shuriken. Em uma entrevista de 2003 para o Game Center CX, Keiji Inafune explicou que o projeto começou quando ele propôs uma versão do período Sengoku de Resident Evil aos executivos da empresa, que ele chamou de "Sengoku Biohazard". O desenvolvimento começou no PlayStation com Inafune recebendo Resident Evil 1.5 para usar como base para o novo jogo.
Onimusha foi planejado pela Capcom como uma trilogia. O primeiro título estava sendo desenvolvido originalmente para o PlayStation, mas o projeto acabou sendo transferido para o PlayStation 2. A versão para PlayStation foi descartada e nunca foi lançada. Estava cerca de 50% concluído antes de ser cancelado. A empolgação da equipe de Onimusha com os recursos do PlayStation 2 resultou nessa mudança. Eles desenvolveram o jogo com base no sistema da série Resident Evil.
O enredo do jogo foi escrito por Noboru Sugimura e Flagship. O enredo foi ambientado no período Sengoku devido aos múltiplos conflitos que poderiam fornecer um pano de fundo interessante para a trama. Embora o histórico Oda Nobunaga possa ser considerado um herói ou um vilão, a Capcom escolheu retratá-lo como o último. Os movimentos dos personagens foram criados usando captura de movimento. O ator de cinema e cantor Takeshi Kaneshiro foi o modelo de personagem e dublador japonês de Samanosuke Akechi.
A música orquestral do jogo é creditada ao compositor Mamoru Samuragochi. De acordo com a Time: "Para gravá-lo, Samuragoch[i] intimidou os produtores para que contratassem uma orquestra de 200 integrantes, incluindo músicos tocando instrumentos tradicionais como flauta japonesa e tambores taiko. O resultado é ao mesmo tempo assombroso e inspirador, lembrando trilhas sonoras majestosas de filmes como Lawrence of Arabia". Mamoru admitiu mais tarde, em 2014, que ordenou que seu orquestrador, Takashi Niigaki, escrevesse a música para o jogo, pela qual Samuragochi levou todo o crédito pela composição.
Na localização em inglês de Onimusha: Warlords, a palavra oni foi traduzida como ogro e a palavra genma como "demônio". Em todos os jogos subsequentes da série, as palavras genma e oni permaneceram intactas nos roteiros em inglês. Foi o único jogo da série que dá aos jogadores a opção de ouvir a dublagem em inglês ou japonês com legendas (essa opção não estava disponível na versão PAL do Reino Unido/UE) até a quarta sequência, que também tinha esse recurso.
A Capcom gastou de 5 a 10 milhões de dólares em marketing para o lançamento do jogo para PlayStation 2.

## Genma Onimusha
Onimusha: Warlords foi portado para o Xbox em 2002 sob o título Genma Onimusha. A versão do Xbox contém muitas atualizações para o jogo, incluindo melhores gráficos, novas adições de jogabilidade e um novo áudio 5.1 Dolby Digital. Não há novas armas adicionadas, mas o jogador agora pode encontrar três armaduras diferentes para usar: uma roupa de ninja shinobi, uma armadura de samurai cinza e uma armadura de samurai totalmente mascarada. Quando equipado, o modelo do personagem no jogo também muda. As armaduras originais encontradas na versão para PlayStation 2 foram removidas. A principal nova área explorável é uma nova área de torre, que quando concluída dará a Samanosuke a melhor armadura do jogo. Além dos novos conjuntos de armadura, a dificuldade também foi aumentada com novos posicionamentos de inimigos, além de fazer com que os inimigos se tornem superpoderosos se conseguirem absorver a nova alma verde antes do jogador. O principal novo inimigo é uma boneca assassina que aparece em certas áreas programadas, seguindo o personagem e causando grandes danos. A boneca é invencível e Samanosuke não pode derrotá-la no jogo.
Além disso, a segunda grande diferença em Genma Onimusha é a inclusão de almas verdes. Quando cinco almas verdes estão na posse do jogador, o jogador pode ativar a invulnerabilidade temporária com uma recarga de saúde lenta. Para os jogadores que freqüentemente entram em cenários tug-of-war com os inimigos sobre a posse de almas verdes; se uma alma verde é absorvida por um demônio, o demônio ganhará novos ataques e também verá um aumento dramático em sua defesa. Eles também libertarão um número maior de almas após a morte. Por fim, Samanosuke agora pode carregar seus ataques mágicos, causando mais dano com cargas mais longas.

## Remaster
Uma remasterização para Nintendo Switch, PlayStation 4 e Xbox One foi lançada em 20 de dezembro de 2018 no Japão, e em 15 de janeiro de 2019 em outros territórios. A versão para Windows via Steam foi lançada mundialmente em janeiro de 2019. Esta é uma remasterização do jogo original e não inclui nenhum recurso de Genma Onimusha. O jogo é apresentado em HD, com gráficos mais nítidos e taxa de quadros mais suave. Os novos recursos incluem a capacidade de jogar em tela widescreen, com a tela rolando para cima ou para baixo dependendo da localização do jogador. Os jogadores podem escolher entre controles de tanque ou movimento 3D completo. A trilha sonora foi regravada devido à controvérsia com o compositor original Mamoru Samuragochi. O modelo original de Samanosuke, Takeshi Kaneshiro, retornou para refazer suas falas. O jogador pode trocar de arma no jogo e não precisa mais ir ao menu de itens toda vez que quiser trocar de arma, mas não pode trocar de arma no meio do combo. A versão remasterizada vendeu mais de 300.000 unidades em todas as plataformas.

## Recepção
Onimusha: Warlords foi um sucesso comercial, vendendo mais de 2 milhões de cópias no mundo todo, com 1,04 milhão de cópias vendidas no Japão. O jogo ganhou disco de platina em menos de um mês na região, tornando-se rapidamente o jogo de PlayStation 2 mais vendido na época de seu lançamento. Em julho de 2006, a versão para PlayStation 2 de Onimusha: Warlords vendeu 800.000 cópias e arrecadou 28 milhões de dólares nos Estados Unidos. A Next Generation o classificou como o 75º jogo mais vendido lançado para PlayStation 2, Xbox ou GameCube entre janeiro de 2000 e julho de 2006 no país. As vendas combinadas da série Onimusha atingiram 3 milhões de unidades nos Estados Unidos em julho de 2006. O vice-presidente de planejamento estratégico e desenvolvimento de negócios da Capcom, Christian Svensson, referiu-se aos dois primeiros jogos Onimusha como um dos seus títulos de maior sucesso.
O jogo recebeu avaliações positivas. Os críticos elogiaram os gráficos, o som e a jogabilidade, mas reclamaram da curta duração do jogo. No Japão, a revista Famitsu avaliou a versão do jogo para PlayStation 2 com 35 de 40, e deu à versão para Xbox 34 de 40. Em 2010, o jogo teve uma pontuação média de 84% no GameRankings para a versão PlayStation 2, e 81% para a versão Xbox. A versão para Xbox foi indicada aos prêmios anuais "Melhor História no Xbox" e "Melhor Jogo de Ação e Aventura no Xbox" da GameSpot.
Blake Fischer, da Next Generation, deu três estrelas de cinco para a versão para PS2, dizendo que Onimusha é um jogo bonito, mas carece do refinamento dos designs de jogos mais modernos.
Na conferência SIGGRAPH 2000, Onimusha recebeu o prêmio "Best of Show" por sua sequência de abertura. A Complex o listou como um dos jogos mais amados e mais saudoso no PlayStation 2. O crítico do GameSpot disse que foi chamado de tendencioso diversas vezes ao escrever o artigo sobre o jogo. Em uma retrospectiva de 2010, a GamePro o classificou como o 28º melhor jogo para o PlayStation 2. Em 2012, a FHM incluiu Kaede do jogo entre as nove "ninjas mais sexy dos games".
A remasterização de 2019 recebeu avaliações mistas a positivas; embora sua jogabilidade de ação tenha sido elogiada por resistir ao teste do tempo, seus visuais, design de jogo e apresentação foram considerados ruins. A falta de conteúdo adicional encontrado na remasterização de Genma Onimusha também foi recebida com críticas. O site de mídia de terror Bloody Disgusting deu nota 3,5/5, escrevendo que "com uma nova camada de tinta e alguns ajustes inteligentes, Onimusha: Warlords não é um jogo de ação essencial em 2019, mas é uma ótima modernização mesmo assim", enquanto o Windows Central deu à versão para Xbox One uma nota 4 de 5, chamando-a de "nada perfeita", mas afirmando que era uma "recordação maravilhosa do passado". Em uma análise mais crítica, a IGN deu ao jogo uma nota 6,5/10, com o veredito final sendo que Onimusha: Warlords é exatamente como os jogadores se lembram, mas não foi considerado algo "bom".

## Legado
O jogo gerou duas sequências diretas, Onimusha 2: Samurai's Destiny e Onimusha 3: Demon Siege, que seguiram Samanosuke e mais guerreiros em sua luta contra Nobunaga Oda. Embora Demon Siege tenha sido o capítulo final da história, a Capcom desenvolveu Onimusha: Dawn of Dreams devido à resposta popular dos fãs. Houve dois spin-offs, Onimusha Tactics e Onimusha Blade Warriors, que se concentram em gêneros diferentes. Um bug em Warlords inspirou o designer de jogos, Hideki Kamiya, na criação do jogo de ação Devil May Cry.